# Alexander Perrig
Alexander Franz Xaver Perrig (* 8. März 1930 in Luzern; † 26. Dezember 2023 in Offenbach am Main) war ein Schweizer Kunsthistoriker.

## Leben
Alexander Perrig studierte Kunstgeschichte, Klassische Archäologie und Philosophie in Basel, Rom und Salamanca. Nach seiner 1958 erfolgten Promotion bei Joseph Gantner in Basel folgte eine Forschungstätigkeit als Stipendiat des Schweizerischen Nationalfonds. 1961 trat Perrig eine Assistentenstelle am Kunstgeschichtlichen Institut der Universität Hamburg an. Dort legte er 1967 die Habilitationsschrift Probleme der Handzeichnung: Ein Beitrag zur kunstwissenschaftlichen Grundlagenforschung vor. Perrig war Professor für Kunstgeschichte an den Universitäten Hamburg (1972–1980), Marburg (1980–1985) und Trier (von 1985 bis zur Emeritierung 1995). Danach ließ er sich in Frankfurt am Main nieder. Es folgten eine Vertretungsprofessur an der Universität Hamburg (1998–1999) und eine Gastprofessur an der Universität Jena (2006–2007). Im Jahr 2002 wurde ihm zu Ehren eine Festschrift veröffentlicht.

## Kontroversen
In seiner Forschung beschäftigt sich Perrig vor allem mit Zeichnungen der Renaissance, und hier besonders mit denen Michelangelo Buonarottis. Seine Arbeitsergebnisse gelten als umstritten und stießen in der Fachwelt auf teilweise heftigen Widerspruch: Perrig entwickelte ein Konzept zur Analyse von Zeichnungen, dessen Anwendung ihn dazu führte, die Anzahl der Zeichnungen, die eindeutig der Urheberschaft Michelangelos zuzuschreiben sind, drastisch zu reduzieren. Weil die betroffenen Werke dadurch auch im finanziellen und ideellen Wert sinken würden, wird die Debatte möglicherweise auch von wirtschaftlichen Interessen beeinflusst.
So kam es immer wieder zu wissenschaftlichen Auseinandersetzungen, wie zum Beispiel im Jahr 2009 zwischen Martin Sonnabend, einem der Leiter der Graphischen Sammlung am Frankfurter Städel-Museum, und der Kunsthistorikerin Christine Demele, die den Positionen Perrigs folgt.

## Veröffentlichungen (Auswahl)
- Michelangelo Buonarrotis letzte Pietà-Idee. Ein Beitrag zur Erforschung seines Alterswerkes. Francke, Bern 1960 (Dissertation).
- Michelangelo-Studien. 3 Bände. Peter Lang, Frankfurt am Main 1976–1977.
  - 1. Teil: Michelangelo und die Zeichnungswissenschaft. Ein methodologischer Versuch, 1976.
  - 2. Teil: nicht erschienen
  - 3. Teil: Das Jüngste Gericht und seine Vorgeschichte, 1976.
  - 4. Teil: Die „Michelangelo“-Zeichnungen Benvenuto Cellinis, 1977.
- Albrecht Dürer oder die Heimlichkeit der deutschen Ketzerei: Die Apokalypse Dürers und andere Werke von 1495 bis 1519. VCH, Weinheim 1987, ISBN 3-527-17594-6.
- Lorenzo Ghiberti, die Paradiesestür: Warum ein Künstler den Rahmen sprengt. Fischer Taschenbuch Verlag, Frankfurt am Main 1990, ISBN 3-596-23925-7.
- Michelangelos Drawings. The Science of Attribution. Yale University Press, New Haven / London 1991, ISBN 0-300-03948-4[6]
- mit Ernst-Gerhard Güse (Hrsg.): Zeichnungen aus der Toskana. Das Zeitalter Michelangelos. Katalog zur gleichnamigen Ausstellung im Saarlandmuseum Saarbrücken. Prestel, München 1997, ISBN 3-7913-1697-4.
- Das Vermächtnis des Don Giulio Clovio (1498–1578) und die wundersame Vermehrung der Zeichnungen Michelangelo Buonarrotis. Königshausen & Neumann, Würzburg 2012, ISBN 978-3-8260-4985-9.